# クローン詩形 (klon)
クローン詩形 (klon) とはタイの定型詩に使われる形式の一種。タイの定型詩にはもう一つクローン詩形と呼ばれる定型詩があり、日本語で表現すると全く同じになるため、後ろにアルファベットなどを入れクローン詩形 (klon)、クローン詩形 (khlong)のように表記するなどしてなにかしらの区別が付けることが多い。
klon と書かれるところのクローンの語はもともと他の詩形を含めて定型詩すべてを指す言葉であったが、定型詩が発展を見せ、多種の定型詩が発生し、それぞれにチャン、カープなどの名称が付くと、クローンという言葉はそれ以外の定型詩を指すのに用いられるようになった。その後クローンは形式が非常に簡単であることから民衆的な傾向を持つようになったが、やや格の低い定型詩と見なされていた。しかし、チャクリー王朝以降急速に発展し、とくにラーマ2世時代、後述するがスントーン・プーによってクローン・スパープと言う形で大器晩成されたことにより、その他の詩形と同格に見なされるようになった。

## 形式

### 基本形
クローンが成り立つためにはまず、最小限、1 ボットを構成する必要がある。1 ボットはバートエーク（一番バート）とバートトー（二番バート）の 2 バートで成り立ち、2 バートは 4 ワックで成り立つ。バートエークのワックの内、先行するワックをワックサダップ (a)、次に来るワックをワックラップ (b) という。バートトーの内、先行するワックをワックローン (c)、次に来るものをワックソン (d) という。1 ワックは基本的に 8 音節の文章あるいは節からなるが、必ずしも 8 音節でなければならないと言うことはなく、おおむね 6 - 10 音節が字余り・字足らずの許容範囲である。される具体的には以下のような形になる（○は 1 音節および 1 音節と見なされる多音節）。
| ┌バートエーク┐ |           |  |           |
| ボット         | a○○○○○○○○ |  | b○○○○○○○○ |
| ボット         | c○○○○○○○○ |  | d○○○○○○○○ |
| └バートトー┘   |           |  |           |

### 押韻
クローン詩形は音の踏み方は多の詩形と比べて非常におおらかな傾向を持ち、他の詩形の根本てきな形式を持つ。以下に主要な 3 つの決まりを挙げる。以下の決まりは 1 つの節が終わるまで繰り返されるが、1 つの節で作品全体を構成する必要はなく、作者の好きな所で留めても良い。また 1 つの節を 1 ボットのみで構成しても良い。
1. ワックサダップの最後の音節（下表の●および■）における韻はワックラップの先頭から 5 つの音節（下表① - ⑤および⑪ - ⑮）のどれかにおいて踏まれる。
2. ワックラップの最後の音節における韻はワックローンの最後の韻で践まれる（下表◎）。この影響を受けて 1. のごとくワックソンの最後の先頭から 5 つの音節（⑥ - ⑩）のどれかにおいてワックラップの最後の音節の韻が践まれる。
3. ワックソンの最後の音節の韻はその次のボット（第二ボット）のワックラップの最後の音節において踏まれる（下表△）。この影響を受けて 2. が行われ、第二ボットのワックローンの最後の音節が同じ韻を踏み、第二ボットのワックラップの先頭から 5 つの音節（⑯ - ⑳）のいずれかが同じく韻を踏む。第二ボットのワックソンの最後の音節（×）も、当然、第三ボットにて同様に韻を踏む。

| 第一ボット | ○○○○○○○● |  | ①②③④⑤○○◎ |
| 第一ボット | ○○○○○○○◎ |  | ⑥⑦⑧⑨⑩○○△ |
| 第二ボット | ○○○○○○○■ |  | ⑪⑫⑬⑭⑮○○△ |
| 第二ボット | ○○○○○○○△ |  | ⑯⑰⑱⑲⑳○○× |

以下に具体例を挙げてみる。番号は前述した決まりの番号である。
| 第一ボット | อสุรีพีเสื้อสดับเสียง1        |  | เพราะสำเนียง1เสนาะในฤทัยหวน2 |
| 第一ボット | ทำเสแสร้งใส่จริตกระบวน2   |  | ละมุนม้วน2เมียงหมอบแล้วยอบตัว3  |
| 第二ボット | อันน้องนี้ไร้คู่ที่สู่สม1'        |  | เป็นสาวพรหม1'จารีไม่มีผัว3      |
| 第二ボット | ถึงเป็นยักษ์ยังไม่มีราคีมัว3,2' |  | พระมากลัว3,2'ผู้หญิงด้วยสิ่งใด    |

| 第一ボット | a su rii phii swa sa dap siang1           |  | phrö sam niang1 sa nö nai ha ru thai huan2 |
| 第一ボット | tham se sææng sai ja rit kra buan2        |  | la mun muan2 miang mööp lææo yööp tua3     |
| 第二ボット | an nöön nii rai khuu thii suu som1'       |  | pen sao phrom1' caa rii mai mii phua3      |
| 第二ボット | thwng pen yak yang mai mi raa kii mua3,2' |  | phra ma krua3,2' phuu ying duai sing dai   |

出典:プラ・アパイマニー（スントーン・プー著）
訳:
阿修羅女のピースアは[プラ・アパイマニーの]声に傾聴しました
[ピースアの]心配の心にはその声が美しく響いたからです
[ピースアは]礼儀作法のこどなどは無視して
[プラ・アパイマニーの]体にうずくまって近づき抱きかかえること優しく
[言いました]「このぼくちゃんは、同棲するのにふさわしく無いのかしら
[わたしは]ヴェーダの修道女で夫はいないのですよ
たとい、夜叉であっても肉欲の亡者では無いのですよ
[こんな]偉大なる方が来て女みたいなものを怖がるとは…

### クローン・スパープ
クローン・スパープは通常のクローン詩形よりもより多くの韻を踏む傾向にある詩形である。前述のようにクローン・スパープはスントーン・プーによって大器晩成したもので、クローンの中でも特に格調の高いものであると言われる。
クローン・スパープはワック内で頭韻、脚韻を多用するのが特徴である。韻を踏む音節は作者の好みであるが、意味が通るのであれば出来るだけ多く踏むのが良いとされる。なお、クローン・スパープの形式を持たず、クローン詩形の基本的の形式のみ持つものは自由クローンと呼ばれる。
なお前述の具体例における第一ボット、ワックサダップでは以下の場所にクローン・スパープ独特の韻がみられる。（斜体は頭韻、太字は脚韻）
| อสุรีพีเสื้อสดับเสียง                 |
| a su rii phii swa sa dap siang |

## クローンの例
クローン・タラート - 市井クローン
一般的なもの。ニラートと呼ばれるものもこれにあたる。
クローン・プレーンヤーオ - 長文クローン
男女で恋愛のやりとりに使われたクローン。
クローン・ボットラコーン - 歌劇クローン
ラコーン（伝統歌劇）の台本として書かれたもの。『ラーマキエン』など
クローン・セーパー - 講釈クローン
講釈に使われるために作られたクローン。そのときという言葉に「ムアナン」を使わず「クラーナン」という言葉を使ったものが多い。『クン・チャーン＝クン・ペーン』など。
クローン・クローンボットドークソーイ - 綴花クローン
一節の最初のワックの二番目の音節にเอย（「ÿÿi」、呼びかけの語）と言う言葉を入れその前後に同じ言葉を入れた形式もの。たとえばวันเอยวันหนึง（「wan ÿÿi wan nwng」、ある日よある日のこと程度の意味）とする。『クライトーン』などがそれ。
クローン・サックワー - 相聞クローン
サックワーと言う言葉で始まり、ウーイで終わる節を持つクローン。一種の恋愛歌。
以下はクローンの形式や方法について言及したものである。
- クローン・ソット - 即興で作ったクローン
- クローン・ペート - 八言クローン（上記で説明した音節を 8 つ持つもの）
- クローン・パーパイ - 音韻を行うために無理矢理事実を曲げて書くこと。たとえば聞こえないはずのことが聞こえたり、無いはずのものを存在させたりする。

以下はクローンとあるがクローンを「詩」と言う意味で用いているものであり、本稿で説明したクローンとは無関係である。
- クローン・リリット - リリット詩形の詩
- クローン・クー - 中国の対連
- クローン・スワット - 読経詩。カープ詩形で歌われる。